# Tracy Sachtjen
Tracy Sachtjen (* 20. Februar 1969 in Sauk City) ist eine US-amerikanische Curlerin. Sie spielt auf der Position des Alternate und ist Mitglied des Madison CC. 
Ihr bisher größter Erfolg war der Gewinn der Goldmedaille bei der Curling-Weltmeisterschaft 2003 in Winnipeg.
Sachtjen gewann am 28. Februar 2009 die US-amerikanischen Olympic Curling Trails mit dem Team von Skip Debbie McCormick, Third Allison Pottinger, Second Nicole Joraanstad, Lead Natalie Nicholson und spielte mit diesem Team bei den XXI. Olympischen Winterspielen im Curling. Die Mannschaft belegte den zehnten Platz.
Sachtjen ist verheiratet mit Karl und hat 2 Kinder (Sierra und Desi).

## Teammitglieder
- Debbie McCormick (Skip)
- Nicole Joraanstad (Second)
- Natalie Nicholson (Lead)
- Allison Pottinger (Third)